# Cyathea lindigii
Cyathea lindigii är en ormbunkeart som först beskrevs av Baker, och fick sitt nu gällande namn av Karel Domin. Cyathea lindigii ingår i släktet Cyathea och familjen Cyatheaceae. Inga underarter finns listade.